# دائرة الصويرة
دائرة الصويرة هي إحدى دوائر إقليم الصويرة، التابع لجهة مراكش آسفي، المملكة المغربية. تضم الدائرة 26 جماعات قروية، وبلغ عدد سكانها 198862 فرداً سنة 2004 حسب الإحصاء الرسمي للسكان والسكنى. يتبع للدائرة 45 مشيخة و337 دوار.

## التقسيمات الإداريّة
تعتبر دائرة الصويرة إحدى الدوائر المشكّلة لإقليم الصويرة، وهو التقسيم الإداري من المستوى الرابع المعتمد في المغرب. ينقسم إقليم الصويرة إلى 52 جماعات قروية تختلف من حيث السكان والمساحة، والتي بدورها تنقسم إلى مشيخات تضم عدداً من الدواوير.